# Geraud de Niòrt
Geraud de Niòrt, o d'Aniòrt († Escolobre, 1256) fou vescomte de Saut i senyor de Niòrt, Mont-real i Ròcafuèlh.
Era fill de Guillem de Niòrt i d'Esclarmonde de Mont-real-Laurac i germà de Bernat Otó de Niòrt, senyor de Laurac, i de Ramon de Ròcafuèlh. El 1213, participà a la batalla de Muret amb el seu pare i els seus germans. Geraud es va casar amb Sança d'Aragó, filla del comte Sanç de Rosselló, i néta de Ramon Berenguer IV de Barcelona i de la reina Peronella.
El 1237 fou condemnat per heretgia, juntament amb el seu germà Guillem Bernat de Niòrt i Esclarmonda, la seva mare, in absentia.
El 1240, a Dulhac, Geraud de Niòrt es va sotmetre al rei de França Lluís IX (Sant Lluís). L'octubre del mateix any, Lluís IX va ordenar al senescal Hugues des Arcis que retornés als Niòrt els ingressos d'algunes de les seves terres, però els confiscà els castells. Així, del 1240 al 1256, els Niòrt seguiran rebent ingressos de la seva terra. El 1246, el rei va retornar també a Geraud el poble de Parasan.
Tanmateix l'any 1255-1256, després de la mort de Geraud, Sant Lluís va ordenar al senescal Pierre d'Auteuil que intervingués sobre les propietats dels Niòrt i que enderroqués els seus castells.